# Mollis
Mollis is een plaats en voormalige gemeente in het Zwitserse kanton Glarus, en maakt sinds 1 januari 2011 deel uit van de gemeente Glarus Nord.

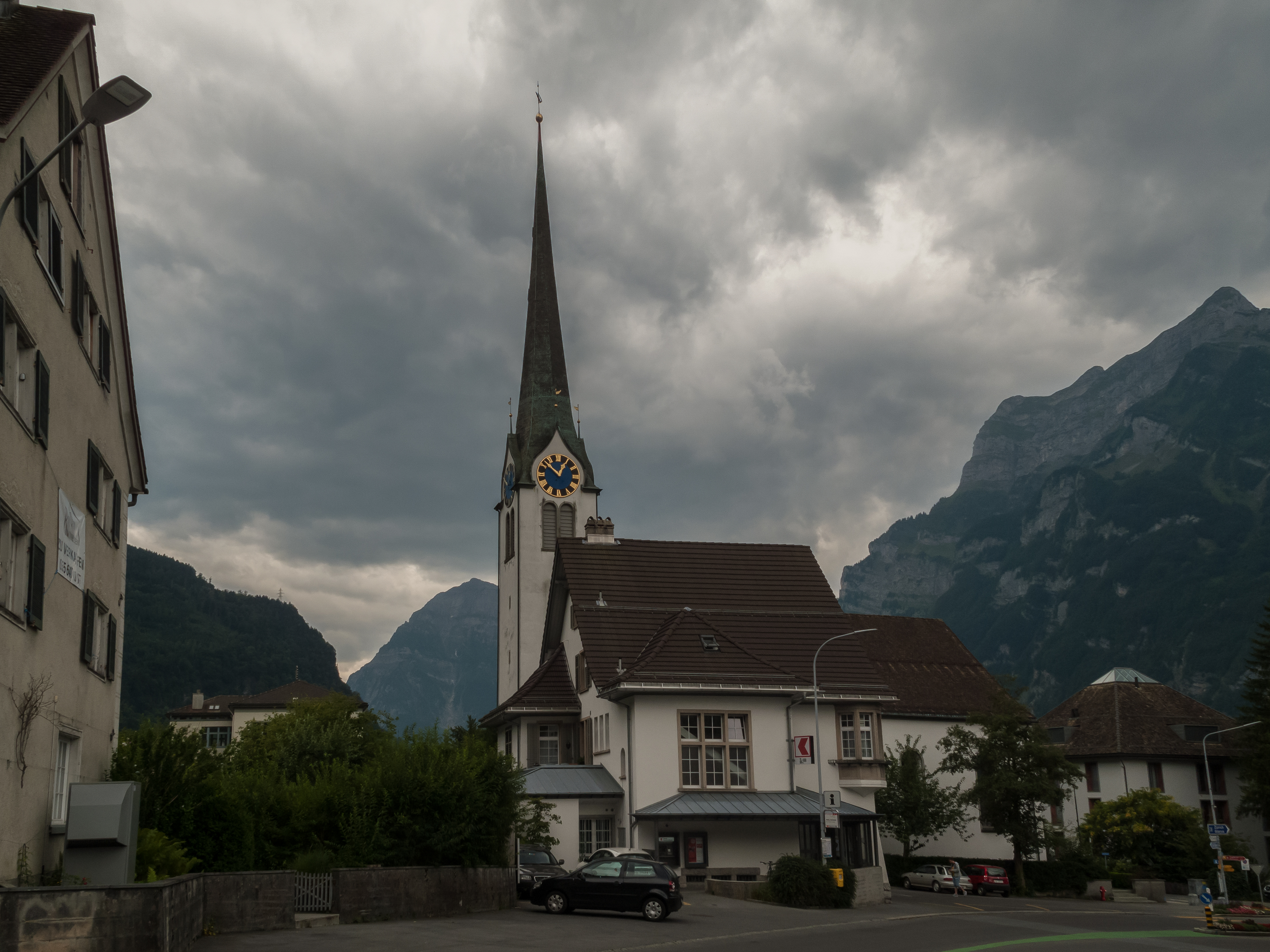
Protestantse kerk

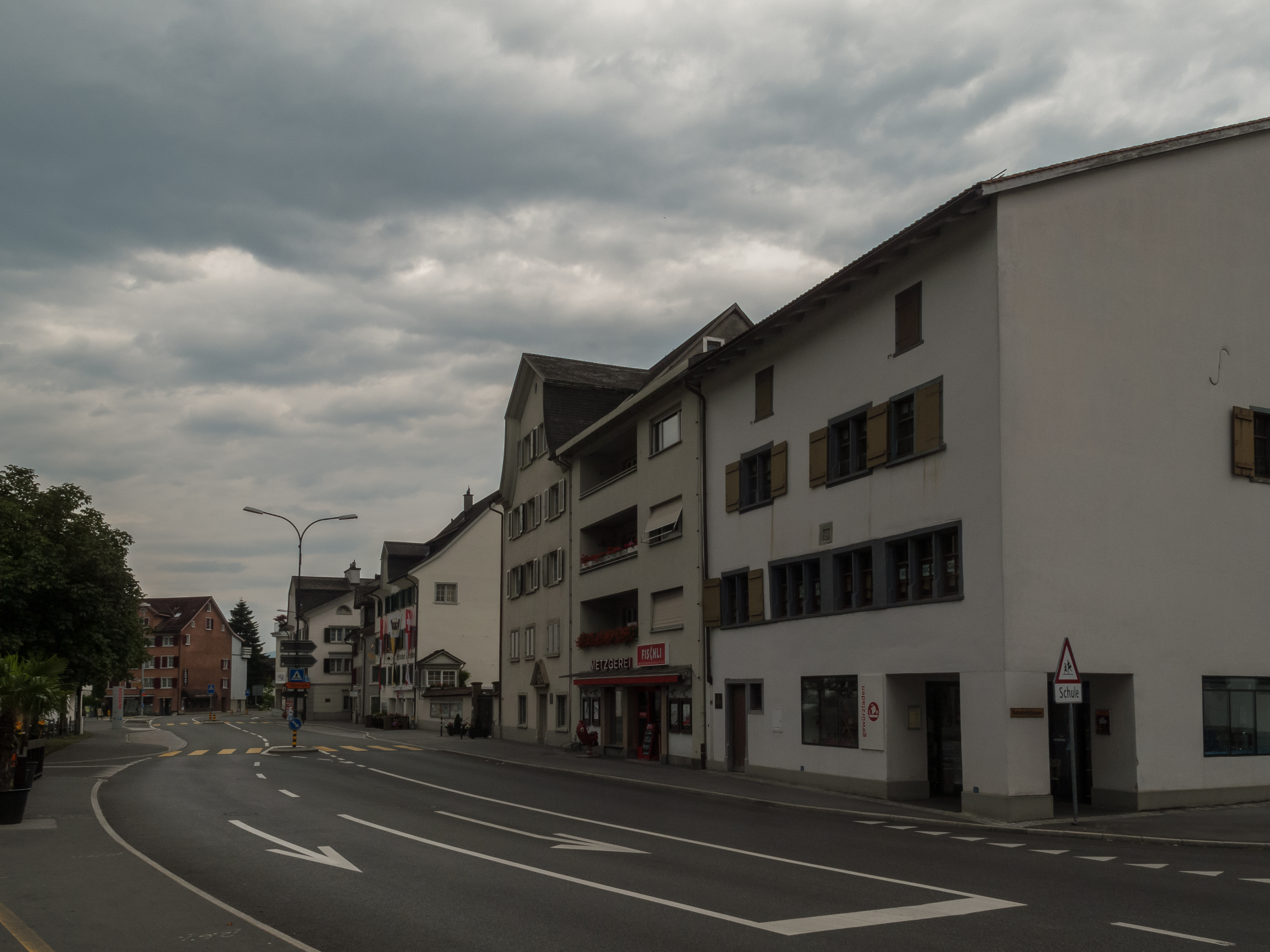
Straatzicht

## Geboren
- Emilie Paravicini-Blumer (1808-1885), vluchtelingenhelpster en homeopate[1]
- Patrick Gallati (1988-), mountainbiker

- Gemeinsame Normdatei: 4527550-6
- Historisch woordenboek van Zwitserland: 000774
- Library of Congress Control Number: n78047574
- Nationale Bibliotheek van Israël: 987007545643305171
- Virtual International Authority File: 136021801
- WorldCat: E39PBJyh6dvDGHgk3hdbmdcpT3